# Смоле, Янко
Янко Смоле (словен. Janko Smole; 2 июня 1921, Любляна, Королевство Югославия — 11 июня 2010, Любляна, Словения) — югославский и словенский политический деятель, председатель Исполнительного веча Социалистической республики Словения (1965—1967), федеральный секретарь финансов СФРЮ (1967—1974).

## Биография
В 1939 г. вступил в Союз коммунистической молодёжи Югославии. После оккупации страны становится участником движения Сопротивления, в 1942 г. был схвачен фашистами и до 1944 г. находился в заключении.
В послевоенное время — на различных партийных и государственных должностях: избирался секретарем Центрального Комитета Коммунистической партии Словении, в 1950—1953 гг. — председатель комиссии по планированию Словении.
В 1958—1962 гг. — председатель Национального банка Федеративной Народной Республики Югославии.
В 1965—1967 гг. — председатель Исполнительного веча Социалистической республики Словения.
В 1967—1974 гг. — федеральный министром финансов СФРЮ. На этом посту в 1970 г. ему удалось сократить бюджет югославской народной армии, снизив долю расходов до показателя менее 6 % от национального ВВП.
В 1974—1978 и в 1982—1984 гг. — член Союзного Исполнительного Вече Югославии.
В октябре 2006 г. был награждён словенским золотым орденом «За заслуги».